# Dysjunkcyjna postać normalna
Dysjunkcyjna postać normalna (ang. disjunctive normal form, DNF) formuły logicznej – formuła zapisana w postaci dysjunkcji (alternatywy) klauzul dualnych.
Na przykład dysjunkcyjną postacią normalną wyrażenia {\displaystyle (a\lor b)\land c} jest {\displaystyle (a\land c)\lor (b\land c).}
Każde wyrażenie logiczne ma dysjunkcyjną postać normalną.

## Definicja formalna
Formuła φ jest w dysjunktywnej postaci normalnej jeśli jest ona alternatywą klauzul, z których każda jest koniunkcją literałów, tzn. ma następującą postać
{\displaystyle (p_{11}\wedge p_{12}\wedge ...\wedge p_{1k_{1}})\vee (p_{21}\wedge p_{22}\wedge ...\wedge p_{2k_{2}})\vee ...\vee (p_{n1}\wedge p_{n2}\wedge ...\wedge p_{nk_{n}}),}
gdzie każde {\displaystyle p_{ij}} jest literałem.

## Problem znajdowania wartościowania
Problem znajdowania wartościowania spełniającego formuły w postaci DNF jest problemem łatwym, tzn. istnieje algorytm wielomianowy rozwiązujący ów problem.
Jeśli bowiem jest choć jedna klauzula dualna, która nie zawiera ani fałszu ani jednocześnie pewnej zmiennej i jej negacji, możemy wszystkim wystąpieniom pozytywnym przyporządkować prawdę, negatywnym zaś fałsz, przez co ta klauzula dualna będzie spełniona, a zatem i cały DNF.
Jeśli natomiast każda klauzula dualna zawiera albo fałsz (a więc jest fałszywa), albo jednocześnie zmienną i jej zaprzeczenie (z których przynajmniej jedno musi być fałszywe), to oznacza to, że nie jest ona spełnialna.
Przykład algorytmu wielomianowego znajdującego wartościowanie formuły podanej w postaci DNF podany jest poniżej.
Podobny problem, znajdowania wartościowania formuły w koniunkcyjnej postaci normalnej jest NP-zupełny.

### Wielomianowy algorytm znajdujący wartościowanie spełniające
Przyjmijmy następujące założenia co do wejścia i wyjścia algorytmu:
- formuła φ podana na wejściu jest zbiorem klauzul,
- każda klauzula jest zbiorem literałów,
- algorytm zwraca zbiór zmiennych, którym należy nadać wartość true (pozostałym zmiennym należy nadać wartość false) aby formuła φ była spełniona jeśli formuła jest spełnialna, w przeciwnym przypadku zwraca specjalną wartość nil.

```
foreach
 

  

    

      

        

          
C

          

            
i

          

        

        
∈

        
ϕ

      

    

    
{\displaystyle C_{i}\in \phi }

  

begin

    ok := 
true
;
    
foreach
 

  

    

      

        

          
a

          

            
j

          

        

        
∈

        

          
C

          

            
i

          

        

      

    

    
{\displaystyle a_{j}\in C_{i}}

  

        
foreach
 

  

    

      

        

          
b

          

            
k

          

        

        
∈

        

          
C

          

            
i

          

        

      

    

    
{\displaystyle b_{k}\in C_{i}}

  

            
if
 

  

    

      

        

          
a

          

            
j

          

        

        
=

        
¬

        

          
b

          

            
k

          

        

      

    

    
{\displaystyle a_{j}=\neg b_{k}}

  

 
then
 ok := 
false
;
    
if
 ok 
then

    
begin

        T := 

  

    

      

        
∅

      

    

    
{\displaystyle \emptyset }

  

;
        
foreach
 

  

    

      

        

          
a

          

            
j

          

        

        
∈

        

          
C

          

            
i

          

        

      

    

    
{\displaystyle a_{j}\in C_{i}}

  

            
if
 a
j
 jest niezanegowaną zmienną x
l
 
then
 T := 

  

    

      

        
T

        
∪

        
{

        

          
x

          

            
l

          

        

        
}

      

    

    
{\displaystyle T\cup \{x_{l}\}}

  

;
        
return
 T;
    
end

end

return
 
nil
;
```

Algorytm dla każdej klauzuli sprawdza czy jest ona niesprzeczna. Gdy znajdzie niesprzeczną klauzulę zwraca zbiór zmiennych, które w niej występują jako literały bez negacji. Można łatwo sprawdzić, że algorytm ten ma złożoność czasową nie gorszą niż O(n²), gdzie n to liczba literałów w formule φ.
Algorytm ten nie może posłużyć do rozwiązania NP-zupełnego problemu spełnialnosci formuł w postaci CNF ponieważ w ogólnym przypadku rozmiar formuły przy przekształcaniu jej z postaci CNF do DNF może wzrosnąć wykładniczo.